# Test de asociación implícita
El test de asociación implícita  o IAT (Implicit Association Test) es una medida dentro de la psicología social diseñada para detectar la fuerza de la asociación automática de una persona entre las representaciones mentales de los objetos (conceptos) en la memoria. El test de asociaciones implícitas apareció por primera vez en el ámbito académico en 1998 de la mano de Anthony Greenwald, Debbie McGhee y Jordan Schwartz.  Se utiliza ampliamente en la investigación de la psicología social y se maneja en cierta medida en la práctica clínica, cognitiva y en la investigación de la psicología del desarrollo. Aunque aún existe cierta controversia acerca del IAT y lo que mide (Debido a que aún no se llega a un común acuerdo de sí se puede influenciar las actitudes implícitas o no) ha abierto una abundante línea de investigación sobre su validez y en torno a las propiedades psicométricas sobre las que se aplica. 
En 1995, los investigadores Anthony Greenwald y Mahzarin Banaji defendieron que la idea de memoria implícita y explícita podía aplicarse también a constructos sociales, más adelante publicaron su artículo de validez de constructo para las asociaciones implícitas (Nosek, Greenwald & Banaji, 2009). Si determinados recuerdos de los que no somos directamente conscientes pueden influir en nuestro comportamiento, las asociaciones también podrían tener influencia en el mismo, así como en nuestras actitudes. De esta forma, se podrían desarrollar mediciones capaces de reconocer diferencias individuales en la asociación de conceptos. Esto permitiría a los investigadores comprender mejor actitudes difícilmente medibles en métodos basados en el autoinforme, debido a la falta de conciencia del sujeto o los prejuicios de aceptación social (como por ejemplo la aceptación de prejuicios racistas o sexistas en sociedades occidentales). De esta forma, el primer artículo basado en test de asociación implícita aparecería tres años después. 

## Deseabilidad social
En las investigaciones de problemáticas sociales (con auto-reportes) tales como el racismo, sexismo, homofobia, entre otros, conseguir una respuesta pura por parte de los participantes no suele ser factible, debido a la norma social, es decir a la búsqueda de que las acciones o pensamientos que se tienen coincidan con el de nuestro grupo social, como es la familia, amigos, partido político, comunidad, etc., por lo tanto sus respuestas tienden a ser favorables o esperadas, ya que reportan no ser racistas, sexistas u homofóbicos por no ser una conducta o pensamiento deseado por la sociedad. Debido a la falta de veracidad de respuestas en los auto-reportes, los investigadores  optan por otro tipo de instrumentos implícitos, entre ellos el IAT.
Esta prueba se divide en cinco fases, en la primera se entrena al participante a distinguir mediante respuesta diferencial entre varios estímulos de una categoría; por ejemplo entre imágenes masculinas y femeninas. En la segunda fase se entrena a distinguir entre los elementos de una nueva categoría; por ejemplo entre adjetivos positivos y negativos. En la tercera fase se realiza una tarea mixta en donde se pide a los participantes que respondan lo más rápidamente posible tanto a una categoría como a otra. En la cuarta fase se entrena al participante a modificar la tecla de respuesta asignada en la fase segunda. En la quinta y última fase se vuelven a presentar los estímulos entrenados en la fase primera y en la cuarta.
Una computadora registrará los resultados, el IAT requiere que los usuarios rápidamente categoricen dos conceptos con un atributo (como ejemplo, los conceptos masculino y femenino con un atributo lógico) de tal manera que los emparejamientos más fáciles (respuestas más rápidas) se interpretaran como más fuertemente asociadas a la memoria que los emparejamientos más difíciles (respuestas más lentas).
En la investigación el IAT se ha utilizado para desarrollar teorías para comprender la cognición implícita (es decir los procesos cognitivos de los cuales la persona no tiene conocimiento consiente). Estos proceso pueden incluir la memoria, la percepción, autoestima, las actitudes y los estereotipos. Debido a que el IAT requiere que los usuarios hagan una serie de juicios rápidos, los investigadores creen que los resultados del IAT también pueden reflejar las actitudes que las personas no están dispuestas a revelar públicamente.
Existen diferentes variantes del IAT, ya que cuenta con la versatilidad de su capacidad de adaptación al objeto de estudio como actitudes ambientales (Sánchez-Miranda, 2016) conexión implícita con la naturaleza (Schultz, 2004, 2007, 2010, 2012; Olivos & Aragonés, 2011) entre sus variantes cuenta con la inclusión de imágenes a la par de palabras.